# Liste der Stolpersteine in Altenbeken
Die Liste der Stolpersteine in Altenbeken enthält alle Stolpersteine, die im Rahmen des gleichnamigen Kunstprojekts von Gunter Demnig in Altenbeken verlegt wurden. Mit ihnen soll an Opfer des Nationalsozialismus erinnert werden, die in Altenbeken lebten und wirkten.

## Verlegte Stolpersteine
| Adresse                  | Verlege- datum | Person Inschrift                                                                                         | Bild | Anmerkung |
| ------------------------ | -------------- | --- | ---- | --------- |
| Adenauerstraße 60 (Lage) | 31. Mai 2007   | Kurt Herbert Ikenberg Jg. 1941 deportiert 1944 Theresienstadt ermordet in Auschwitz                      |      |           |
| Adenauerstraße 60 (Lage) | 31. Mai 2007   | Hier wohnte Herbert Ikenberg Jg. 1905 Flucht Holland deportiert 1942 Auschwitz ermordet 31.3.1944        |      |           |
| Adenauerstraße 60 (Lage) | 31. Mai 2007   | Hier wohnte Ludwig Ikenberg Jg. 1907 deportiert 1944 Theresienstadt ermordet in Auschwitz                |      |           |
| Adenauerstraße 60 (Lage) | 31. Mai 2007   | Hier wohnte Minna Ikenberg geb. Rose Jg. 1882 deportiert 1941 Riga tot 6.1.1942                          |      |           |
| Adenauerstraße 60 (Lage) | 31. Mai 2007   | Arthur Ludwig Ikenberg Jg. 1940 deportiert 1942 Auschwitz ermordet 10.9.1943                             |      |           |
| Adenauerstraße 60 (Lage) | 31. Mai 2007   | Hier wohnte Josef Ikenberg Jg. 1904 deportiert 1941 ermordet in Salaspils                                |      |           |
| Adenauerstraße 60 (Lage) | 31. Mai 2007   | Hier wohnte Thekla Rose Jg. 1887 deportiert 1941 Riga tot                                                |      |           |
| Adenauerstraße 60 (Lage) | 31. Mai 2007   | Hier wohnte Walter Ikenberg Jg. 1909 deportiert 1941 ermordet in Salaspils                               |      |           |
| Adenauerstraße 60 (Lage) | 31. Mai 2007   | Carola Regina Ikenberg Jg. 1941 deportiert 1942 Auschwitz ermordet 10.9.1943                             |      |           |
| Adenauerstraße 60 (Lage) | 31. Mai 2007   | Hier wohnte Klara Ikenberg geb. Löwenhardt Jg. 1906 deportiert 1944 Theresienstadt ermordet in Auschwitz |      |           |
| Adenauerstraße 60 (Lage) | 31. Mai 2007   | Frieda Ikenberg geb. Falke Jg. 1906 Flucht Holland deportiert 1942 Auschwitz ermordet 10.9.1943          |      |           |